# Gypona apta
Gypona apta är en insektsart som beskrevs av Delong och Freytag 1964. Gypona apta ingår i släktet Gypona och familjen dvärgstritar. Inga underarter finns listade i Catalogue of Life.